# India (gata)
India "Willie" Bush (13 de julho de 1990 — 4 de janeiro de 2009) foi uma gata que pertenceu ao ex-presidente dos Estados Unidos George W. Bush.

## Biografia
A família Bush adquiriu India, no fim de 1991 ou 1992, quando suas filhas gêmeas Barbara e Jenna Bush tinham nove anos de idade. India permaneceu com George e Laura Bush depois que suas filhas foram para a faculdade. A gata mudou-se com os Bushes para a Casa Branca da Mansão do Governador do Texas em Austin no início de 2001 depois da posse de Bush como presidente.
India foi amplamente ofuscada na mídia por dois dos mais famosos terriers escoceses dos Bush, Barney e Miss Beazley. No entanto, ela foi vista nos vídeos "Barneycam" produzidos pela equipe da Casa Branca na época do Natal, seu primeiro sendo Onde na Casa Branca está a Miss Beazley?. Os cães receberam significativamente mais atenção da mídia durante a presidência de Bush.
O gato da família Bush fez uma aparição na Architectural Digest de março de 2008, como "Willie", na Sala de Estar Leste da Casa Branca.
India morreu na Casa Branca em 4 de janeiro de 2009, aos 18 anos. Em uma declaração à imprensa sobre a morte de India, um porta-voz da primeira-dama notou que a família estava "profundamente triste com a morte de seu gato", e continuou dizendo que "India foi um membro querido da família Bush por quase dois décadas. Sua falta será muito sentida."

## Controvérsia na Índia
Houve alguma controvérsia relatada na Índia, pois algumas pessoas ficaram chateadas com o nome do gato. Em julho de 2004, manifestantes na cidade de Thiruvananthapuram, no sul de Keralian, denunciaram o nome do gato como um insulto à nação da Índia, e queimaram uma efígie do presidente Bush em protesto.
Os Bush não mudaram o nome do gato em resposta às manifestações, como seu gato tinha sido nomeado em homenagem ao jogador de beisebol Rubén Sierra, que foi apelidado de "El Indio" durante seu tempo com o Texas Rangers quando Bush era dono da equipe. O nome "Índia" teria sido dado ao gato da família por sua filha Barbara Bush.